# Pelle Holmberg
Per-Erik "Pelle" Holmberg, född 23 mars 1948, död 18 maj 2020 i Västerleds distrikt, Stockholm, var en svensk biolog, författare, svampexpert och folkbildare.

## Biografi
Pelle Holmberg var en av Sveriges mest kända biologer, expert på växter, vilda bär och svamp. Han har skrivit ett 20-tal böcker som sammanlagt sålts i över en halv miljon exemplar. Han var dock inte utbildad mykolog utan var från början botaniker.
År 1973 var han amanuens på universitet då han träffade svampkännaren Nils Suber som kom att bli hans mentor och som han började arbeta som assistent hos. Efter något års samarbete åkte de på en uppmärksammad och uppskattad turné med en serie föreläsningar med diabilder. Efter detta började Holmberg att skriva handledningar till studiecirklar och under en period in på 1980-talet var det över 500 studiecirklar per år i gång. Dessa ledde till att ett tjugotal svampföreningar bildades i landet samt centralorganisationen Sveriges Mykologiska Förening. Pelle Holmberg var en av initiativtagarna till utbildningen av svampkonsulenter och bildandet (1990) av Svampkonsulenternas Riksförbund. Pelle Holmberg var under många år en uppskattad folkbildare, som höll kurser, utställningar och svamputflykter och regelbundet medverkade som svampexpert i olika medier, bland annat  TV4:s Nyhetsmorgon.
Tillsammans med svampexperten Hans Marklund gav han bland annat ut Nya Svampboken som kom ut i sin 8:e upplaga 2014.
Sedan 2006 var han ledamot i Lilla Sällskapet som har till ändamål att vårda och främja den svenska matkulturen. Han har även suttit med i Sveriges författarfond under sex år samt i Sveriges författarförbunds styrelse under ett år. I juli 2013 var Holmberg sommarvärd i Sommar i P1.
År 2016 fick Holmberg diagnosen Alzheimers sjukdom. Tillsammans med sin fru Ingrid bestämde de sig för att i sann folkbildartradition tala öppet om sjukdomen. De intervjuades i olika medier, för att sprida kunskap om hur sjukdomen förändrar livet såväl för den sjukdomsdrabbade som för anhöriga. De framträdde bland annat i en intervju med Ulf Elfving i Sveriges Radio i januari 2017 i "Elfving möter", där Holmberg påtalade betydelsen av att föra fram "den här sjukdomen som är lite glömd". Han vittnade om hur naturen blivit allt viktigare, med orden "Skönhetsupplevelser, soluppgångar, solnedgångar - jag går, jag ser, och jag trivs. Det har blivit vackrare."
Pelle Holmberg var gift med Ingrid Holmberg (född 1954), som var medförfattare till många av Holmbergs böcker. 

## Utmärkelser
Till minnet av Pelle Holmberg och svampexperten Hans Marklund (1937–2016) skapades av Svampkonsulenternas Riksförbund i april 2021 genom insamlingsstiftelsen Naturarvet en bevarad bit gammelskog benämnd "Pelle och Hans glänta" i Svartsundets Gammelskog på Gräsö utanför Uppsala. Gläntan är på cirka 2 000 kvm och har de ungefärliga koordinaterna 60°25’46.6”N 18°27’39.3”E.

## Priser och utmärkelser
- Årets Pandabok 1995[7]
- Gastronomiska akademiens silvermedalj 2002 "för utomordentliga insatser för svensk matkultur"[6]